# 1590
- Wikisource

| Calendário gregoriano                                                        | 1590 MDXC                           |
| Ab urbe condita                                                              | 2343                                |
| Calendário arménio                                                           | 1039 – 1040                         |
| Calendário bahá'í                                                            | -254 – -253                         |
| Calendário budista                                                           | 2134                                |
| Calendário chinês                                                            | 4286 – 4287 Início a 5 de fevereiro |
| Calendário copta                                                             | 1306 – 1307                         |
| Calendário etíope                                                            | 1582 – 1583                         |
| Calendários hindus - Vikram Samvat - Calendário nacional indiano - Cáli Iuga | 1645 – 1646 1511 – 1512 4690 – 4691 |
| Calendário Holoceno                                                          | 11590                               |
| Calendário islâmico                                                          | 998 – 999                           |
| Calendário judaico                                                           | 5350 – 5351                         |
| Calendário persa                                                             | 968 – 969                           |
| Calendário rúnico                                                            | 1840                                |
| Calendário solar tailandês                                                   | 2133                                |

1590 (MDXC, na numeração romana) foi um ano comum do século XVI do Calendário Gregoriano, da Era de Cristo, e a sua letra dominical foi G (52 semanas), teve início numa segunda-feira e terminou também numa segunda-feira.
| Ano completo                         |
| ------------------------------------ |
| Ano comum com início à segunda-feira |

## Eventos
- Um fabricante de óculos da Alemanha, Zacharias Janssen, descobre o princípio do microscópio composto. Esse é considerado então o ano da criação do microscópio.
- Substituição de Rui Gonçalves da Câmara por Gonçalo Vaz Coutinho no governo da capitania da ilha de São Miguel, Açores.
- Visita à ilha de São Miguel do Bispo de Angra D. Manuel de Gouveia.
- Gaspar Frutuoso, natural de Ponta Delgada, ilha de São Miguel, termina a sua obra “Saudades da Terra”, iniciada em 1586.[1][2]

## Janeiro
- janeiro - Naufrágio na Baía de Angra de três naus espanholas, uma delas da Armada da Biscaia.

## março
- 25 de março - Fundação do Mosteiro de São Bento, no Rio de Janeiro.

## Setembro
- 15 de setembro - Papa Urbano VII é eleito Papa.

## Dezembro
- 8 de dezembro - Papa Gregório XIV é eleito Papa.

Ciência
- 13 de outubro - o astrônomo alemão Michael Maestlin observa a única ocultação gravada de Marte por Vênus.[3]

## Nascimentos
- 13 de Julho - Papa Clemente X (m. 1676).
- Vicente de Santo António (m. 1632).

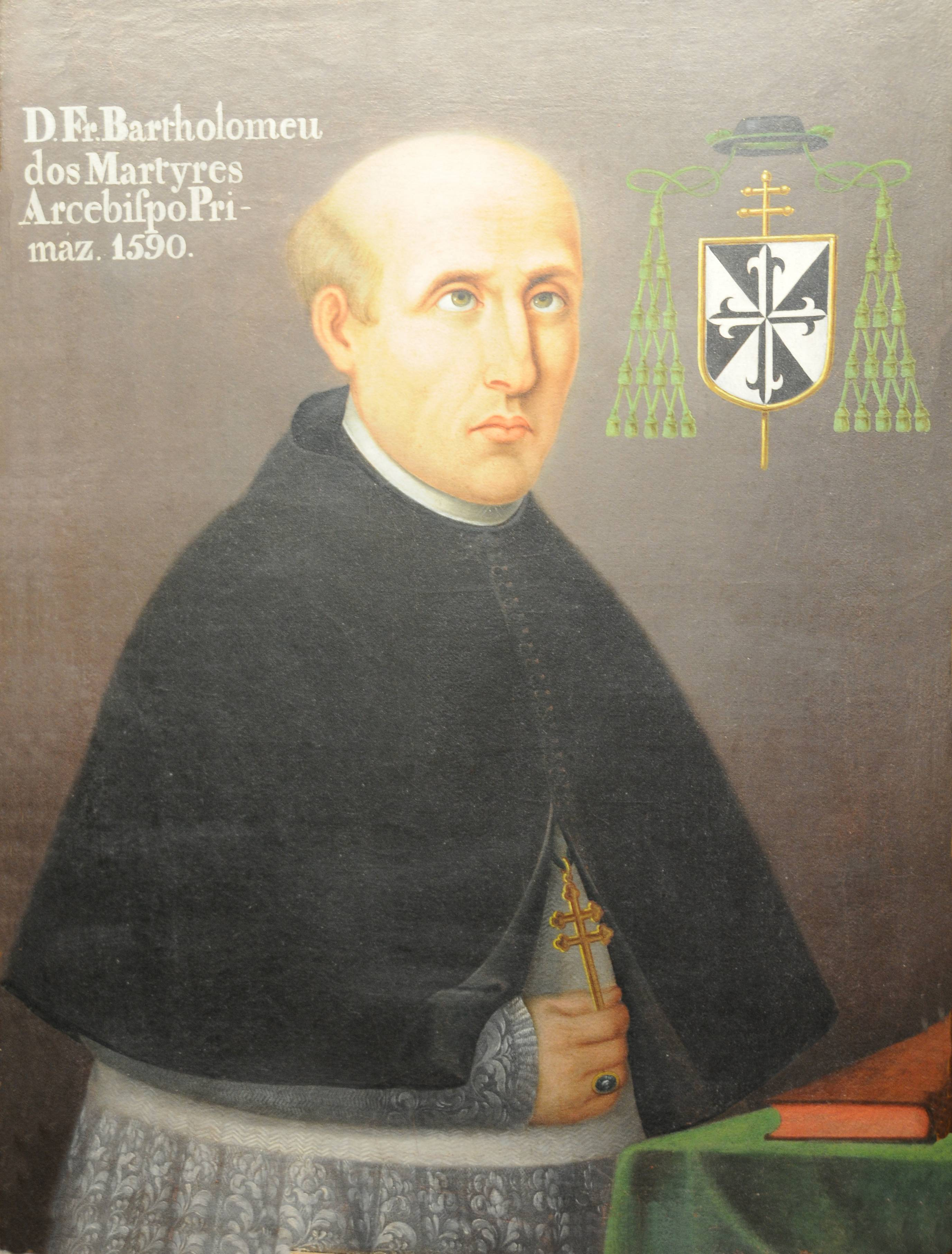
Frei Bartolomeu dos Mártires, pintura do Arcebispo de Braga no Hospital de São Marcos, em Braga.

## Mortes
- 6 de Abril - Francis Walsingham, chefe da rede de espionagem da rainha Elizabeth I (n. 1530).
- 16 de Julho - Frei Bartolomeu dos Mártires, Arcebispo de Braga (n. 1514).
- 27 de Agosto - Papa Sisto V (n. 1521).
- 27 de Setembro - Papa Urbano VII (n. 1521).

## Epacta e idade da Lua
| Epacta gregoriana | 24      |
| Idade da Lua      | Letra E |